# Sennen Cove

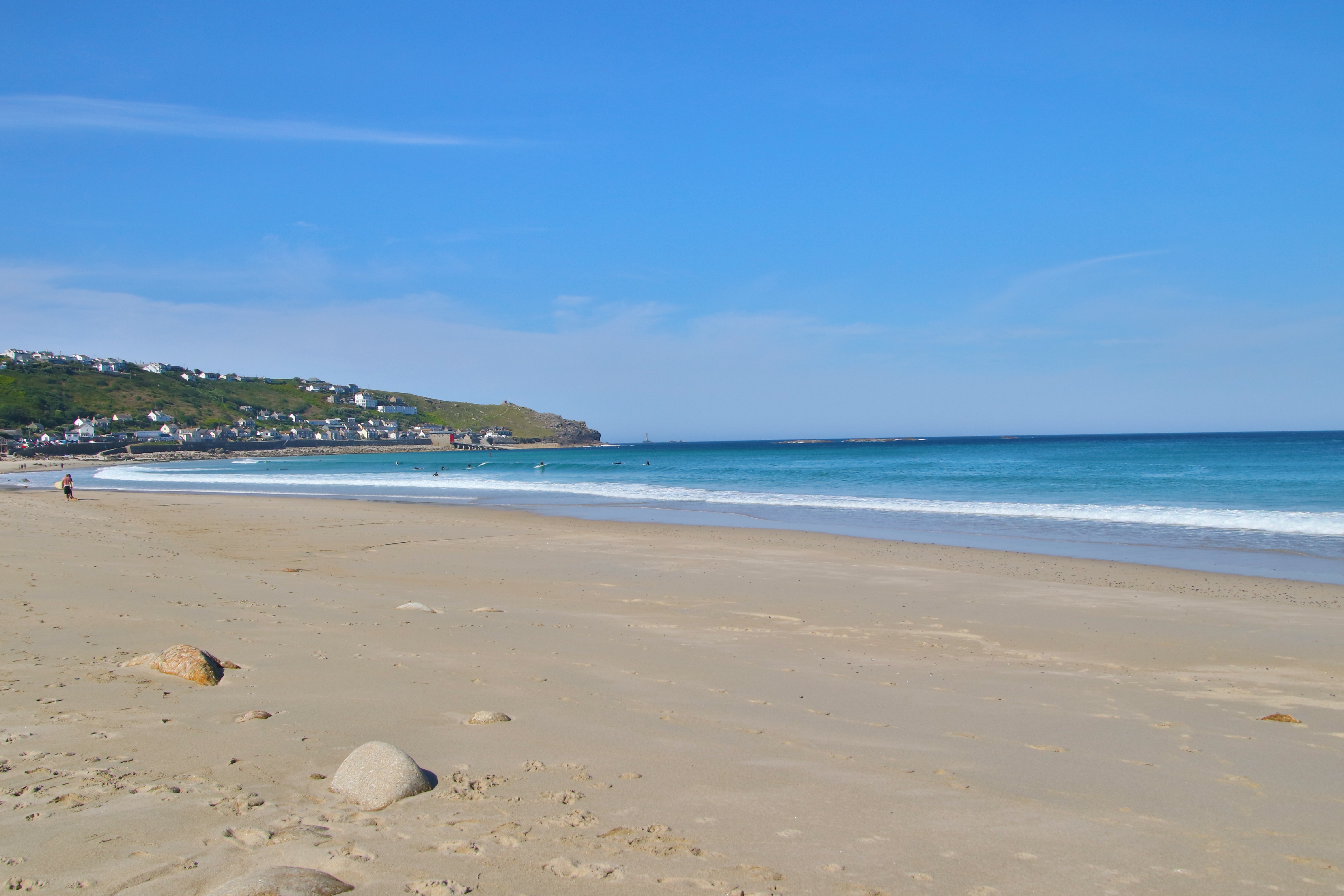
Dość miejsca na plaży Sennen Cove

Sennen Cove – wieś w Anglii, w Kornwalii. Leży 13 km na zachód od miasta Penzance i 424 km na zachód od Londynu.

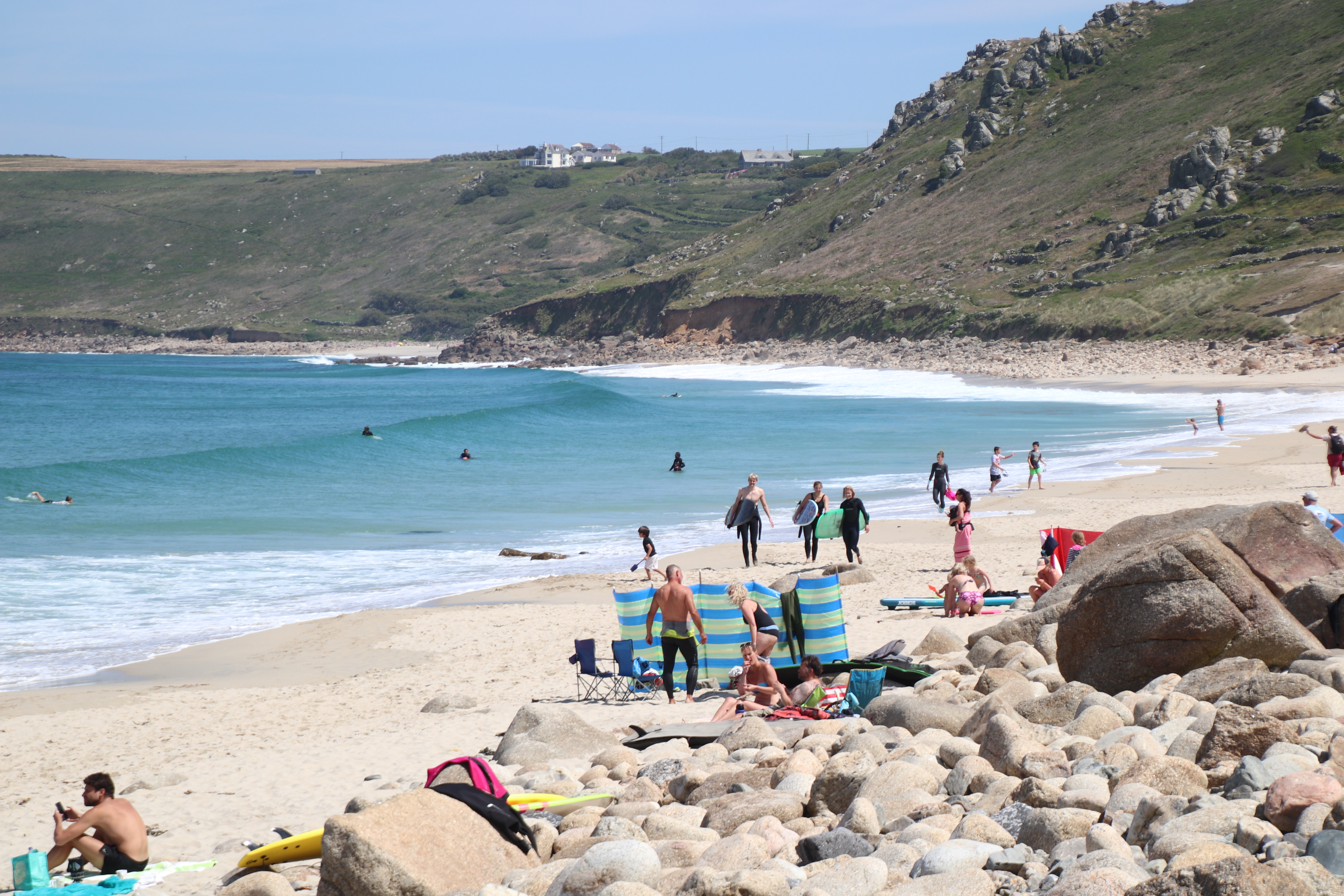
Osoby korzystające z Sennen Cove Beach